# Jan Pilecki (zm. 1538)
Jan Pilecki herbu Leliwa (zm. 1 lutego 1538) – rotmistrz jazdy obrony potocznej, podkomorzy lubelski.

## Życiorys
Pochodził z zamożnej rodziny Pileckich herbu Leliwa z województwa krakowskiego. Jego ojcem był Mikołaj Pilecki, kasztelan bełski. Był dworzaninem króla Zygmunta Starego, podkomorzym lubelskim, a także komornikiem króla węgierskiego. Służbę w armii koronnej rozpoczął w 1529 jako rotmistrz jazdy podczas wyprawy Mikołaja Sieniawskiego na Oczaków. Był uczestnikiem bitwy pod Chocimiem (31 grudnia 1530); wojska koronne hetmana Jana Koli doznały tam klęski w walce z armią hospodara mołdawskiego. W 1531 wziął udział w wyprawie hetmana Jana Tarnowskiego na Pokucie, przeciw hospodarowi mołdawskiemu Rareszowi. Walczył w bitwie pod Obertynem (22 sierpnia 1531). W tej kampanii jego chorągiew liczyła 301 koni, Pilecki wystawił 50-konny poczet rotmistrzowski. Chorągiew miała charakter husarski, podczas starcia pod Obertynem wchodziła w skład hufu czelnego.
Zginął 1 lutego 1538 w czasie bitwy nad rzeką Seret, w której wojska obrony potocznej dowodzone przez strażnika polnego Mikołaja Sieniawskiego i  kasztelana Andrzeja Tęczyńskiego doznały klęski w starciu z armią mołdawską.